# Kuruletenupa
Kuruletenupa (nep. कुरुलेतेनुपा) – gaun wikas samiti we wschodniej części Nepalu w strefie Kośi w dystrykcie Dhankuta. Według nepalskiego spisu powszechnego z 2001 roku liczył on 877 gospodarstw domowych i 4766 mieszkańców (2477 kobiet i 2289 mężczyzn).